# Chemin de fer de Vélu-Bertincourt à Saint-Quentin
Le Chemin de fer de Vélu-Bertincourt à Saint-Quentin a fonctionné entre 1880 et 1955, dans les départements de la Somme, l'Aisne et du Pas-de-Calais.
Elle faisait partie des lignes secondaires de chemin de fer à voie normale du Nord - Pas de calais - Picardie :
- Compagnie du chemin de fer de Pont-de-la-Deûle à Pont-à-Marcq
- la ligne de Boisleux à Marquion
- Chemin de fer d'Achiet à Bapaume et Marcoing
- chemin de fer de Roisel à Hargicourt

La ligne est initialement exploitée par :
- la Compagnie du Chemin de fer de Vélu-Bertincourt à Saint-Quentin (VBStQ)  puis par
- la Compagnie générale de voies ferrées d'intérêt local (CGL) entre 1930 et 1956 et enfin par
- la Régie des transports de l'Aisne. (R.T.A.)

## La ligne

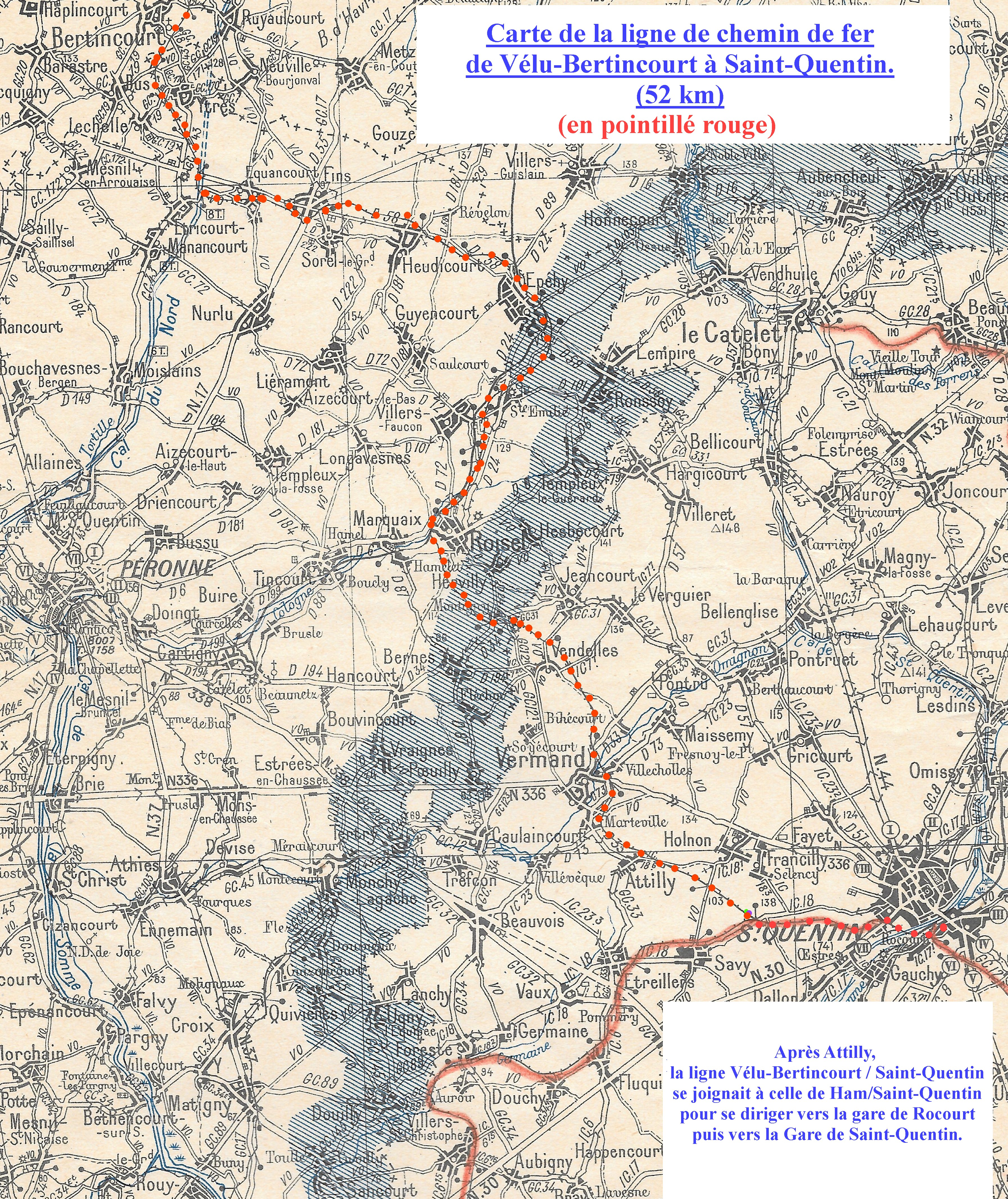
Carte de la ligne Vélu-Saint-Quentin

### Les origines de la voie
La ligne de chemin de fer de Vélu - Bertincourt - Saint-Quentin (VBStQ) a une longueur de 52 km, à voie normale. Elle a été ouverte le 14 octobre 1879, et fermée le 31 décembre 1955
Elle faisait ainsi partie d’un ensemble privé de quatre lignes (et autant de compagnies) connectées entre elles par des gares d’échanges (comme Quéant, Frémicourt ou Vélu-Bertincourt).
- La ligne de chemin de fer d'Achiet à Bapaume et Marcoing, ouverte en 1871 et de 33 km de long,
- La ligne de chemin de fer de Boisleux à Marquion, ouverte en 1878 et de 26 km de long,
- La ligne de chemin de fer de Vélu-Bertincourt à Saint Quentin, ouverte en 1879 et de 52 km de long,
- La ligne de chemin de fer de Marquion à Cambrai, ouverte en 1897 et de 20 km de long.

Une liaison entre le premier axe ferroviaire (Achiet - Bapaume - Marcoing) et les départements de la Somme et de l’Aisne fut déclarée d’utilité publique et concédée, en 1876, à MM. Bellet, Coste et Mauduit du Fay, qui fondèrent la Compagnie du Chemin de fer de Vélu-Bertincourt à St Quentin (V.B.St.Q.). Cette ligne fut ouverte en trois étapes :
- ouverture le 14 octobre 1879 du tronçon central : Fins - Sorel - Vermand : (27 km), qui était raccordé au réseau du Nord,
- ouverture le 1er février 1880 du tronçon, au sud : Vermand - Saint-Quentin : (13 km),
- ouverture le 24 avril 1880 du tronçon, au nord : Vélu - Fins-Sorel : (12 km),

| Section                   | Ouverture        | Fermeture au trafic voyageur | Fermeture au trafic marchandises |
| ------------------------- | ---------------- | ---------------------------- | -------------------------------- |
| Vélu - Fins-Sorel         | 24 avril 1880    | 31 décembre 1955             | 31 décembre 1955                 |
| Fins-Sorel - Épehy        | 14 octobre 1879  | 31 décembre 1955             | 31 décembre 1955                 |
| Épehy - Roisel            | 14 octobre 1879  | 31 décembre 1955             | 31 décembre 1969                 |
| Roisel - Bihécourt        | 14 octobre 1879  | 31 décembre 1955             | 31 décembre 1969                 |
| Bihécourt - Vermand       | 14 octobre 1879  | 31 décembre 1955             | 15 février 1972                  |
| Vermand - Francilly       | 1er février 1880 | 31 décembre 1955             | 15 février 1972                  |
| Francilly - Saint-Quentin | 1er février 1880 | 31 décembre 1955             | 1992                             |
| Gares, haltes et ouvrages d'art | PK |  |  |  |  |  |
| --- | --- |  |  |  |  |  |
| Vélu | 0 |  |  |  |  |  |
| Vélu | La gare de Vélu, point de départ ou d'arrivée de la ligne vers Saint-Quentin était commune à la ligne de Chemin de fer d'Achiet à Bapaume et Marcoing. Elle n'existe plus aujourd'hui. |  |  |  |  |  |
| Bertincourt | 3 |  |  |  |  |  |
| Bertincourt | La gare de Bertincourt se trouvait à environ 1 km à l'est du village, route de Ruyaulcourt. Elle existe encore de nos jours ainsi que la maison du garde-barrière, toutes deux transformées en habitations. |  |  |  |  |  |
| Ytres arrêt | 6 |  |  |  |  |  |
| Ytres arrêt | La halte d'Ytres, était située au sud du village, rue de l'Echelle. Comme toutes les haltes de la ligne, c'était un simple abri en briques permettant aux voyageurs en attente de s'abriter. Il n'y avait pas de chef de gare et le train ne s'arrêtait s'il y avait des voyageurs. |  |  |  |  |  |
| Ytres-Étricourt | 8 |  |  |  |  |  |
| Ytres-Étricourt | La gare d'Ytres-Etricourt était située en pleine campagne, à peu près à égale distance des 2 villages. En très mauvais état aujourd'hui, elle est devenue une étable. |  |  |  |  |  |
| Pont traversant le canal du Nord | 9 |  |  |  |  |  |
| Pont traversant le canal du Nord | A 500 mètres environ de la gare d'Ytres-Etricourt, la ligne franchissait le canal nord sur un pont métallique. Détruit au cours de la guerre 14, ce pont a été reconstruit par la suite. Il n'existe plus aujourd'hui. |  |  |  |  |  |
| Équancourt | 11 |  |  |  |  |  |
| Équancourt | La gare était située au sud du village dans la Grande Rue. Comme le montre la carte postale datée de vers 1910, la ligne franchissant la route était gardée par un passage à niveau avec barrières coulissantes. |  |  |  |  |  |
| Les passages à niveau | |  |  |  |  |  |
| La ligne franchissait de nombreuses routes grâce à des passages à niveau. Ceux des routes peu fréquentées étaient non gardés et balisés uniquement par un panneau du type "croix de St-André". Les autres étaient gardés avec des barrières coulissantes que le garde-barrière, qui avait son habitation à côté, actionnait manuellement au passage des trains. | |  |  |  |  |  |
| Fins-Sorel | 16 |  |  |  |  |  |
| Fins-Sorel | La gare communes aux deux villages était située au sud de Fins, après la dernière maison sur la route de Nurlu. |  |  |  |  |  |
| Heudicourt Arrêt du côté de Fins. | 17 |  |  |  |  |  |
| Heudicourt Arrêt du côté de Fins. | La halte d'Heudicourt, était située entre les villages de Fins et d'Heudicourt. Comme toutes les haltes de la ligne, c'était un simple abri en briques permettant aux voyageurs en attente de s'abriter. Il n'y avait pas de chef de gare et le train ne s'arrêtait s'il y avait des voyageurs. |  |  |  |  |  |
| Heudicourt | 18 |  |  |  |  |  |
| Heudicourt | La gare d'Heudicourt était située à l'écart du village, à 1 km environ sur la Chaussée Brunehaut en direction d'Epehy. Elle est transformée en habitation de nos jours. |  |  |  |  |  |
| Heudicourt Arrêt du côté d'Epehy. | 19 |  |  |  |  |  |
| Heudicourt Arrêt du côté d'Epehy. | Cette halte d'Heudicourt, dont les ruines existent encore de nos jours, était située entre les villages d'Heudicourt et d'Epehy. Comme toutes les haltes de la ligne, c'était un simple abri en briques permettant aux voyageurs en attente de s'abriter. Il n'y avait pas de chef de gare et le train ne s'arrêtait s'il y avait des voyageurs. Mention écrite sur les horaires : Arrêt facultatif pour prendre des voyageurs qui font signe au mécanicien et pour ceux qui ont prévenu le conducteur de train. |  |  |  |  |  |
| Épehy | 20 |  |  |  |  |  |
| Épehy | Les voies du Vélu et du Saint-Jut -Douai contournaient le village par le Nord l'une à côté de l'autre. Les rails sont encore présents en 2019. La gare d'Epehy transformée aujourd'hui en habitation, avait une activité importante comme le prouvent les enseignes des trois hôtels-restaurants encore visibles. |  |  |  |  |  |
| Sainte-Émilie | 24 |  |  |  |  |  |
| Sainte-Émilie | La gare de Sainte-Emilie était située à droite de la route menant à Epehy aux abords de la sucrerie. De nombreuses voies dont certaines sont encore présentes aujourd'hui, avaient été installées pour permettre l'arrivée des convois de betteraves. |  |  |  |  |  |
| Villers-Faucon | 25 |  |  |  |  |  |
| Villers-Faucon | La gare de Villers-Faucon se situait à la sortie du village sur la route conduisant à Sainte-Emilie. |  |  |  |  |  |
| Roisel | 29 |  |  |  |  |  |
| Roisel | La gare Pendant un siècle environ, la gare de Roisel, a connu une importante activité. À partir de 1873 jusque dans les années 1980, elle était située sur la ligne de Saint-Just-en-Chaussée à Douai. La mise à double voie de la section de Montdidier à Cambrai est entreprise vers 1908/1910 ; dans ce cadre, les principales gares, comme Roye, Péronne et Roisel, sont dotées de nouveaux bâtiments voyageurs plus spacieux. DE 1879 à 1955, Roisel était au centre de la ligne de Chemin de fer de Vélu-Bertincourt à Saint-Quentin à voie normale, longue de 52 km. De 1894 à 1932, la gare de Roisel fut le départ de la ligne de chemin de fer de Roisel à Hargicourt qui a été ouverte afin de permettre l'exploitation de mines de phosphates à Templeux-le-Guérard et Hargicourt. |  |  |  |  |  |
| Hervilly - Montigny | 33 |  |  |  |  |  |
| Hervilly - Montigny | De 1880 à 1970, Hervilly-Montigny a possédé une gare située dans le hameau de Montigny, aujourd'hui « rue de La Gare ». Cette gare a été dynamitée par les allemands en février 1917, lors de leur retrait sur la Ligne Hindenburg. Elle fut reconstruite après la guerre dans le même style, mais moins riche. Elle a été démolie dans les années 1980 pour faire place à des habitations. De nos jours, il ne subsiste qu'un bâtiment annexe et l'emplacement de la ligne. Cette gare était située sur la ligne de Chemin de fer de Vélu-Bertincourt à Saint-Quentin, qu'on dénommait en picard « ch'tiot Vélu ». Elle appartenait à la Compagnie des Chemins de fer du Nord. Ouverte en 1880, cette ligne a fonctionné jusqu'au 1er janvier 1956 pour le trafic voyageurs et au 1er janvier 1970 pour le fret. Les gares les plus proches étaient celles de Roisel à 4 km vers Bertincourt et la halte de Vendelles-Le Verguier à 2 km vers Saint-Quentin. À une époque où le chemin de fer était le seul moyen de déplacement, cette gare était très utilisée par les habitants pour se rendre à Roisel, Vermand ou Saint-Quentin. Elle servait aussi au transport des marchandises et encore des betteraves jusqu'à la râperie de Montigny. La gare |  |  |  |  |  |
| Vendelles et Le Verguier | 35 |  |  |  |  |  |
| Vendelles et Le Verguier | La halte de Vendelles-Leverguier Cette halte située entre Vendelles (à 1 km) et Le Verguier (à 2 km), à une vingtaine de mètres du pont était un simple abri en briques recouvert de tôles construit juste à côté de la voie comme on le voit sur la photo. Il n'en reste que le bas des murs aujourd'hui. La gare la plus proche était celle d'Hervilly à 2 km vers Roisel et la gare de Bihécourt à 4 km vers Vermand. Le train s'arrêtait quatre fois par jour dans les sens Vélu /Saint-Quentin et trois fois en sens inverse. |  |  |  |  |  |
| Bihécourt | 38 |  |  |  |  |  |
| Bihécourt | La gare de Bihécourt se situe au nord de Vermand, dans le hameau de Bihécourt, sur la route conduisant à Bellenglise. Cette gare existe encore aujourd'hui et a été transformée en habitation A l'heure aucun document photographique de l'époque de son fonctionnement n'a été trouvé |  |  |  |  |  |
| Vermand - Marteville | 40 |  |  |  |  |  |
| Vermand - Marteville | De 1880 à 1970, Vermand comptait deux gares ; celle de Bihécourt, qui est de nos jours une habitation, et celle située rue de la Gare dans le hameau de Marteville et qui est aujourd'hui à l'état d'abandon. Elles étaient situées sur la ligne de chemin de fer de Vélu-Bertincourt à Saint-Quentin, qu'on dénommait en picard « 'ch'tiot Vélu », qui appartenait à la Compagnie des Chemins de fer du Nord. Ouverte en 1880, cette ligne a fonctionné jusqu'au 1er janvier 1956 pour le trafic voyageurs et au 1er janvier 1970 pour le fret. À une époque où le chemin de fer était le seul moyen de déplacement, cette gare était très utilisée par les habitants pour se rendre à Roisel ou Saint-Quentin et servait aussi au transport de marchandises ou encore des betteraves jusqu'à la râperie de Montigny. |  |  |  |  |  |
| Bois d'Holnon | 43 |  |  |  |  |  |
| Bois d'Holnon | L'arrêt Bois d'Holnon était un arrêt temporaire comme le montre l'horaire ci-joint. Avant la guerre 14, le Bois d'Holnon était, pendant la belle saison, un important lieu de promenade pour les habitants de Saint-Quentin. Des fêtes y étaient organisées et des trains spéciaux mis en place. |  |  |  |  |  |
| Attilly (Arrêt) | 44 |  |  |  |  |  |
| Attilly (Arrêt) | La halte d'Attilly, était située au sud du village. Comme toutes les haltes de la ligne, c'était un simple abri en briques permettant aux voyageurs en attente de s'abriter. Il n'y avait pas de chef de gare et le train ne s'arrêtait s'il y avait des voyageurs. |  |  |  |  |  |
| Holnon-Savy | 45 |  |  |  |  |  |
| Holnon-Savy | La gare d'Holnon-Savy était située en pleine campagne à égale distance des deux villages. |  |  |  |  |  |
| Bifurcation de Francilly | 45 |  |  |  |  |  |
| Bifurcation de Francilly | La gare de la bifurcation de Francilly était située à l'endroit où la ligne venant de Saint-Quentin se séparait en deux lignes : celle allant à Vélu et celle allant à Ham. Cette gare existe encore aujourd'hui près du hameau de Maison-Rouge devenue une habitation. |  |  |  |  |  |
| Rocourt | 50 |  |  |  |  |  |
| Rocourt | La gare Rocourt, située en haut de la rue de Paris, desservait tous les habitants du quartier Saint-Martin. Cet endroit était très animé avec de nombreux cafés et son passage à niveau. Il n'y a plus de traces de cette gare et une maison de retraite a été construite sur son emplacement. |  |  |  |  |  |
| Le pont du Vélu sur la canal de Saint-Quentin | 51 |  |  |  |  |  |
| Le pont du Vélu sur la canal de Saint-Quentin | La ligne de Vélu-Bertincourt à Saint-Quentin franchissait la canal de Saint-Quentin par un pont appelé localement le "pont du Vélu" qui existe encore actuellement mais est réservé aux piétons. |  |  |  |  |  |
| Saint-Quentin | 52 |  |  |  |  |  |
| Saint-Quentin | La gare de Saint-Quentin est mise en service en 1850, par la Compagnie des chemins de fer du Nord lorsqu'elle ouvre la section de Creil à Saint-Quentin. Elle sera le terminus de la ligne jusqu'à la mise en service, le 21 octobre 1855, de la section suivante, de Saint-Quentin à Hautmont. À partir de 1874-75 est ouverte la ligne Saint-Quentin / Guise. |  |  |  |  |  |
| Saint-Quentin | 52 |  |  |  |  |  |
| Saint-Quentin | La gare de 1850 étant trop exigüe, un nouveau bâtiment dû à Sidney Dunnett, architecte de la compagnie, est inauguré en 1887. Tout l'espace occupé par la gare de voyageurs et celle de marchandises a été conquis sur les marais de la Somme. |  |  |  |  |  |
| Saint-Quentin | 52 |  |  |  |  |  |
| Saint-Quentin | Cette gare a traversé la guerre 14-18 sans trop de dommages mais elle est complètement détruite par incendie le 13 janvier 1922.La Compagnie du Nord fait construire la troisième gare en 1926, par les architectes Gustave Umbdenstock et Urbain Cassan, avec une décoration intérieure style Art déco due au maître verrier Auguste Labouret. L'ensemble des façades, de la toiture ainsi que le buffet de la gare font l’objet d’une inscription au titre des monuments historiques, depuis le 23 septembre 2003. Le parvis attenant, très dégradé, a été rénové, puis inauguré le 17 décembre 2016 après environ deux ans de travaux. Le buffet de la gare a également été rénové, pour le louer et de le visiter. |  |  |  |  |  |

```
|}
```

## Les gares de jonction
- Vélu avec le chemin de fer d'Achiet à Bapaume et Marcoing
- Epehy avec le réseau Nord; liaison avec Péronne et Cambrai
- Roisel avec le réseau Nord; liaison avec Péronne et Cambrai et le chemin de fer de Roisel à Hargicourt
- Saint Quentin avec le réseau Nord

## Le matériel roulant

### Les Locomotives à vapeur
- 6 locomotives 030T de 27,5 tonnes livrées par Cail en 1877-1879 (no 1 à 6) ; les 5 premières furent livrées en 1877. Dès 1879, deux étaient cédées au chemin de fer de la Vallée d'Auge, ligne de Médison à Dives. Leur remplacement fut aussitôt assuré par deux machines portant le même numéro.
- Par la suite, plusieurs machines furent acquises pour faire face à l'augmentation du trafic. 3 030T Batignolles, dont une neuve en 1902 (no 9) et deux de 1881 achetées d'occasion en 1900, (no 14 et 15).

### Les Locotracteurs Diesel
- Après cet appoint assez insolite, la compagnie C.G.L. décida de moderniser son parc moteur par la construction de trois locotracteurs de type 030 dans ses ateliers de Bapaume. Construits en partant d’un châssis de locomotive à vapeur, munis d’un moteur diesel Willème de 200 ch et d’une transmission mécanique avec accouplement des essieux par bielles, ces engins s’apparentaient à ceux réalisés à la même époque aux ateliers de Lumbres pour les réseaux à voie métrique. Le troisième fut livré en 1950 à la ligne de St Quentin (no 33), où la régie de l’Aisne en prit possession dès 1956.
- Après la reprise de la ligne Epehy – St Quentin par la régie de transport de l’Aisne (RTA), celle-ci mit en service en 1956 et 58 deux locotracteurs à bogies BB-401 et 402 d’un modèle quasiment identique, également construits par C.F.D. Montmirail mais munis de deux moteurs Poyaud de 207 ch.

### Les Autorails
- Le matériel automoteur mis en service dans la seconde moitié des années 1930 par la C.G.L., se composait de sept petits autorails à deux essieux, munis d’un moteur diesel de 120 / 130 ch et d’un seul poste de conduite, ce qui nécessitait leur virage sur plaque tournante en fin de parcours ou leur accouplement par deux « dos à dos ». Ils étaient construits artisanalement à Bapaume, dans les propres ateliers de la compagnie et se répartissaient comme suit : trois (no 111 à 113) pour la ligne de Vélu – St Quentin ;

### Les matériels remorqués
En 1925, la compagnie disposait :
- 18 voitures; toutes à deux essieux, correspondaient à des modèles assez archaïques remontant au second Empire. Elles possédaient une caisse en bois revêtue de panneaux tôlés et présentaient des aménagements mixtes en 1re/2e classes (quatre compartiments) et en 3e (cinq compartiments), avec accès par portières latérales. Certaines étaient munies d’une vigie de serre-freins. Celles livrées neuves aux compagnies par les Forges de St Denis furent par la suite remplacées ou complétées par des unités rachetées d’occasion à la compagnie du Nord.
- 5 fourgons à bagages, également à deux essieux, étaient munis d’un compartiment postal.
- 144 wagons à marchandises se répartissaient en : couverts, plats et tombereaux, ces derniers nettement majoritaires pour faire face aux transports de betteraves et de charbon. Après la Grande Guerre, le réseau reçut divers wagons du Nord ou d’origine allemande. Le département mis à sa disposition quatre fourgons et quatre vint dix tombereaux pour assurer les transports de matériaux sur les anciens embranchements militaires.

## Les horaires
| pk | Gares                   |        |       |       |       |       |        | Gares                   |       |       |       |       |       |       |       |
| -- | ----------------------- | ------ | ----- | ----- | ----- | ----- | ------ | ----------------------- | ----- | ----- | ----- | ----- | ----- | ----- | ----- |
| 0  | - Vélu (dép.)           | ....   |       | 9 25  | 12 36 | 16 45 | 19 50  | - St Quentin (dép.)     | ..... | 5 25  | 8 25  | 9 58  | 12 27 | 14 25 | 18 50 |
| 3  | Bertincourt             | ...... |       | 9 33  | 12 44 | 16 57 | 20 00  | - Rocourt (dépôt)       | ..... | 5 31  | 8 31  | 10 02 | 12 37 | 14 31 | 18 58 |
| 6  | Ytres (arrêt)           | .....  |       | 9 38  | 12 49 | 17 03 | 20 06  | Holnon-Savy             | ..... | 5 42  | 8 43  | 10 14 | 12 49 | 14 42 | 19 10 |
| 8  | Ytres-Etricourt         | 5 22   |       | 9 47  | 12 54 | 17 12 | 20 15  | Bois d'Holnon           | ..... |       | 8 46  | 10 17 | 12 52 | 14 45 | 19 13 |
| 11 | Equancourt              | 5 33   |       | 9 53  | 13 01 | 17 19 | 20 22  | Attilly (arrêt)         | ..... | 5 47  | 8 48  | 10 19 | 13 01 | 14 47 | 19 15 |
| 13 | Fins-Sorel              | 5 45   |       | 10 07 | 13 06 | 17 28 | 20 35  | Vermand-Marteville      | ..... | 5 54  | 8 55  | 10 28 | 13 12 | 15 00 | 19 21 |
| 17 | Heudicourt (arrêt)      | 5 51   |       | 10 13 | 13 12 | 17 31 | 20 41  | Bihecourt               | ..... | 5 58  | 9 00  | 10 30 | 13 17 | 15 05 | 19 25 |
| 19 | Heudicourt              | 5 55   |       | 10 17 | 13 16 | 17 42 | 20 49  | Vendelles - Le Verguier | ..... |       |       | 10 36 |       | 15 11 | 19 31 |
| 20 | - Epehy (arriv.)        | 6 02   |       | 10 24 | 13 24 | 17 50 | 20 57  | Hervilly-Montigny       | ..... | 6 12  | 9 12  | 10 42 | 13 34 | 15 25 | 19 38 |
| 20 | - Epehy (dép.)          | 6 07   |       | 10 31 | 14 05 | 18 00 | ...... | - Roisel (arriv.)       | ..... | 6 20  | 9 20  | 10 50 | 13 42 | 15 33 | 19 45 |
| 24 | Ste Émilie              | 6 17   |       | 10 39 | 14 13 | 18 12 | ...... | - Roisel (dép.)         | ..... | ..... | 9 28  | 11 00 | 13 58 | 15 48 | 19 51 |
| 25 | Villers-Faucon          | 6 21   |       | 10 43 | 14 16 | 18 17 | ...... | Villers-Faucon          | ..... | ..... | 9 35  | 11 08 | 14 07 | 15 56 | 19 57 |
| 29 | - Roisel (arriv.)       | 6 27   |       | 10 50 | 14 23 | 18 24 | ...... | Ste Émilie              | ..... | ..... | 9 40  | 11 15 | 14 18 | 16 06 | 20 02 |
| 29 | - Roisel (dép.)         | 6 36   | 8 15  | 11 00 | 14 26 | 18 42 | ...... | - Epehy (arriv.)        | ..... | ..... | 9 47  | 11 22 | 14 26 | 16 13 | 20 09 |
| 33 | Hervilly-Montigny       | 6 45   | 8 30  | 11 12 | 14 35 | 18 59 | ...... | - Epehy (dép.)          | 6 05  | ..... | 9 48  | 13 53 | ..... | 16 25 | 20 14 |
| 35 | Vendelles - Le Verguier | 6 50   |       | 11 17 | 14 40 | 19 04 | ...... | Heudicourt              | 6 15  | ..... | 9 58  | 13 59 | ..... | 16 37 | 20 23 |
| 38 | Bihécourt               | 6 57   | 8 45  | 11 24 | 14 45 | 19 11 | ...... | Heudicourt (arrêt)      | 6 18  | ..... | 9 59  | 14 01 | ..... | 16 40 | 20 25 |
| 40 | Vermand-Marteville      | 7 01   | 9 08  | 11 32 | 14 52 | 19 24 | ...... | Fins - Sorel            | 6 23  | ..... | 10 06 | 14 08 | ..... | 16 55 | 20 38 |
| 42 | Atilly (arrêt)          | 7 06   | 9 14  | 11 37 | 14 57 | 19 29 | ...... | Equancourt              | 6 33  | ..... | 10 10 | 14 12 | ..... | 17 00 | 20 43 |
| 43 | Bois d'Holnon           | 7 08   | 9 23  | 11 39 | 14 59 | 19 32 | ...... | Ytres - Etricourt       | 6 43  | ..... | 10 17 | 14 18 | ..... | 17 14 | 20 49 |
| 45 | Holnon - Savy           | 7 12   | 9 37  | 11 43 | 15 02 | 19 36 | ...... | Ytres (arrêt)           | 6 47  | ..... | 10 21 | 14 22 | ..... | 17 18 | ..... |
| 50 | - Rocourt (dépôt)       | 7 21   | 10 10 | 11 55 | 15 14 | 19 50 | ...... | Bertincourt             | 6 54  | ..... | 10 27 | 14 27 | ..... | 17 26 | ..... |
| 52 | - St Quentin (arriv.)   | 7 29   | 10 15 | 12 00 | 15 19 | 19 55 | ...... | - Vélu (arriv.)         | 7 01  | ..... | 10 34 | 14 33 | ..... | 17 33 | ..... |

## Événements et anecdotes
En septembre 1897, la ligne Vélu – St Quentin connut un service intensif pour amener à Attilly deux corps d’armées participant aux grandes manœuvres en présence du président de la république Félix Faure et de nombreux spectateurs. Des locomotives 120 T et des voitures de banlieue à impériale furent prêtées par la compagnie du Nord pour assurer le transport de plus de 30 000 voyageurs

## Pour approfondir